# Willem van Tilburg
Willem van Tilburg (1942) is een Nederlands psychiater, psychoanalyticus, en emeritus hoogleraar klinische psychiatrie aan de Vrije Universiteit Amsterdam.

## Biografie
Van Tilburg studeerde geneeskunde aan de Vrije Universiteit in Amsterdam. Daarna specialiseerde hij zich tot zenuwarts in de Amsterdamse Valeriuskliniek. In 1970 promoveerde hij bij professor F.C. Stam op een onderzoek naar neurobiochemische factoren bij het ontstaan van schizofrenie. Verder volgde hij ook opleidingen in onder andere de psychoanalyse, gezinstherapie, en groepstherapie.
In 1972 hij zijn carrière bij de Valeriuskliniek, een psychiatrische kliniek gelegen aan het Valeriusplein in Amsterdam. Vanaf 1976 gaf hij hier leiding aan de gemeenschappelijke academische werkplaats van VU medisch centrum en de Valeriuskliniek. In 1981 werd Willem van Tilburg hoogleraar Psychiatrie aan de Vrije Universiteit Amsterdam. De titel van zijn inaugurele rede, Van diagnostiek naar dialoog, is typerend voor Van Tilburgs kijk op het vak: "Ik vond en vind dat een patiënt niet ondergeschikt moet zijn aan het dictaat van de behandelaars." De Valeriuskliniek werd onderdeel van GGZ Buitenamstel, en hier vervulde hij verder diverse functies. Zo werd hij in 2000 benoemd tot ‘eerste geneeskundige’ van GGZ Buitenamstel. Op 16 februari 2007 ging Willem van Tilburg met emeritaat.
Van 1996 tot 2002 was Willem van Tilburg voorzitter van de Nederlandse Vereniging voor Psychiatrie. Dankzij vele optredens in de media groeide hij in die jaren uit tot het gezicht van de Nederlandse psychiatrie. In 2007 werd Van Tilburg benoemd tot voorzitter van de Erkenningscommissie Gedragsinterventies Justitie.
In 2007 is Willem van Tilburg is benoemd tot Officier in de Orde van Oranje-Nassau. Hij ontving deze koninklijke onderscheiding voor zijn enorme bijdrage aan de verwetenschappelijking van de psychiatrie.

## Werk
Van Tilburgs deskundigheid strekt zich uit van aandoeningen als dementie, depressie en schizofrenie tot persoonlijkheidsstoornissen en neurose. Hij heeft een belangrijke bijdrage aan de verwetenschappelijking van de psychiatrie met velerlei onderzoeking over zaken als schizofrenie, delier, borderline, psychoanalyse, religie, empathie, geld, liegen en haat.

### Valeriuskliniek
Toen Van Tilburg in de 1972 begon in de Valeriuskliniek in Amsterdam, vierde de antipsychiatrie hoogtij. De antipsychiatrie is een beweging die ontstond in de jaren 1960 en vijandig stond tegenover de meeste fundamentele veronderstellingen en gebruikelijke praktijken binnen de psychiatrie. Men stelde het recht van de patiënt centraal, waar in de totalitaire organisatie van de psychiatrie in die tijd nog weinig oog voor was. In 1976 werd Van Tilburg verantwoordelijk voor de opleiding van psychiaters in deze kliniek en greep de kans om vernieuwingen door te voeren in de patiëntenzorg en in de opleiding. Ruim dertig jaar heeft hij leiding gegeven aan de gemeenschappelijke academische werkplaats van VU medisch centrum en de Valeriuskliniek, die onder zijn leiding zijn uitgegroeid tot internationaal toonaangevend op het gebied van onderzoek, opleiding en patiëntenzorg.

### Systeemdenken in de klinische psychiatrie
In de jaren 1970 heeft Van Tilburg onderzoek gedaan naar de mogelijke toepassing van de systeemdenken in de klinische psychiatrie. De klinische psychiatrie in die tijd was volgens Van Tilburg (1975) voor "velen werkzaam in de gezondheid haast een anachronisme, een totaal verouderde, het individu via muren uit zijn context isolerende, botaniserende benaderingswijze". De systeembenadering hierintegen is "een begrip dat voor velen blijkbaar ongedachte diagnostische en therapeutische modellen en mogelijkheden biedt, als men tenminste mag afgaan op de toenemende frequentie waarmee het woord systeem in het psychiatrisch vakjargon verschijnt; vaak weliswaar als losse aanduiding voor een groep min of meer samenhangende verschijnselen, maar soms ook als méér pretenderende terminus technicus".

### Ouderenpsychiatrie
Als hoogleraar legde Van Tilburg zich toe op ouderenpsychiatrie. De Valeriuskliniek had op dit gebied een lange traditie. Met name de eerste hoogleraar Bouman deed hier al onderzoek naar de ziekte van Alzheimer. Van Tilburg zelf trad in de voetsporen van voorganger en promotor F.C. Stam. Begin jaren 1980 stond de ouderenpsychiatrie ook in de politieke belangstelling door de toenemende aandacht voor de vergrijzing van de bevolking.
Een belangrijke onderzoekslijn in zijn werk werd de epidemiologie. Zijn belangstelling hiervoor kwam vanuit de vraag "hoe een ziekte zich nou écht in de maatschappij manifesteert, hoe groot het probleem is en door welke factoren het ontstaat. In een klinische setting zie je toch alleen maar een selectie, mensen zijn daar bovendien niet zoals ze thuis zijn". Vanaf de tweede helft van de jaren tachtig kwam dit onderzoek in een stroomversnelling en zijn er allerlei onderzoeksprojecten uitgevoerd.

### Afscheidsrede
Het afscheid van Willem van Tilburg op 16 februari 2007 stond in het teken van de behandeling van mensen met zeer ernstige psychiatrische aandoeningen. Tijdens het symposium ter gelegenheid van zijn afscheid, 'Severe Mentel Illness, hart van de psychiatrie', werd aandacht gevraagd voor de behandeling van deze groep mensen. Die middag hield Van Tilburg zijn afscheidsrede, getiteld 'Hart van de psychiatrie', waarin hij aandacht vraagt voor een blijvende betrokkenheid van behandelaars bij de patiënt.

## Publicaties
Van Tilburg publiceerde en werkte mee aan meer dan 400 wetenschappelijke publicaties. Een selectie:
- 1983. Van diagnostiek naar dialoog. VU Boekhandel-Uitgeverij.
- 1987. Classificatie in de psychogeriatrie. Nederlands Instituut voor Gerontologie (NIG)
- 1988. Systeemdenken en psychiatrie : een kritische oriëntatie. Met C.F.A. Milders (red.) Van Gorcum.
- 1993. Huisarts en depressie. Met R.H. van den Hoofdakker. Van Gorcum.
- 1998. Behandelingsstrategieën bij de borderline persoonlijkheidsstoornis. Bohn Stafleu Van Loghum.
- 2007. Het hart van de psychiatrie. Vrije Universiteit.